# Armorial des communes de la province de Flandre-Occidentale
- il comporte peu ou pas de sources.
- il reste des blasons à dessiner dans cet armorial.
- certaines figures sont encore dans un format bitmap et doivent être vectorisées.

Cette page donne les armoiries (figures et blasonnements) des communes de la Province de Flandre-Occidentale.
- Haut – A
- B
- C
- D
- E
- F
- G
- H
- I
- J
- K
- L
- M
- N
- O
- P
- Q
- R
- S
- T
- U
- V
- W
- X
- Y
- Z

## A
| Blason de Alveringem | Blason  | Parti, au 1 d'azur au 3 trois pommes de pin versées d'or (qui est du chapitre de St Omer), au 2 d'or au lion de sable, lampassé de gueules, à un sautoir de sinople brochant sur le tout (qui est de la châtellenie de Furnes). |
| Blason de Alveringem | Détails | MB 03.02.1981 (sans le blasonnement) |

| Blason de Anzegem | Blason  | Écartelé, aux 1 et 4 d'or au chevron de gueules chargé de 3 annelets d'argent, aux 2 et 3 d'argent à une hamaïde de sable, sur le tout, d'or fretté de sable. |
| Blason de Anzegem | Détails | MB 17.10.1986 |

| Blason de Ardoye | Blason  | Écartelé, aux 1 et 4 d'argent au 3 quintefeuilles de gueules, aux 2 et 3 d'azur au chef d'hermine. |
| Blason de Ardoye | Détails | MB 08.07.1986                                                                                      |

| Blason de Avelgem | Blason  | De gueules à une croix ancrée d'argent. |
| Blason de Avelgem | Détails | MB 26.08.1978                           |

## B
| Blason de Beernem | Blason  | D'azur à trois ours passants d'or; au chef palé d'argent et de gueules de 6 pièces. Armes parlantes. |
| Blason de Beernem | Détails | MB 03.12.1987                                                                                        |

| Blason de Blankenberge | Blason  | De sable à la fasce d'argent soutenue d'un mont à trois coupeaux du même. Armes parlantes. |
| Blason de Blankenberge | Détails | MB 16.09.1988                                                                              |

| Blason de Bredene | Blason  | D'argent, à la croix de gueules, vidée et recerclée, accompagnée au premier d'une canette de gueules et au quatrième d'une canette de sable. |
| Blason de Bredene | Détails | MB 21.06.1994 |

| Blason de Bruges | Blason  | Burelé de huit pièces d'argent et de gueules à un lion d'azur, armé et lampassé de gueules, couronné d'or portant au cou un collier avec une croix du même pendante sur sa poitrine. |
| Blason de Bruges | Détails | MB 03.12.1987 |

## C
| Blason de Le Coq | Blason  | Chapé ployé; en 1 d'azur à un coq hardi et chantant d'argent, barbé, becqué,lampassé, crêté et membré de gueules; en 2 d'argent à une croix de gueules, vidée et recerclée, accompagnée de quatre canettes de sable; en 3 de sable à un marsouin d'argent transpercé par deux harpons d'or passés en sautoir. |
| Blason de Le Coq | Détails | MB 03.12.1987 |

| Blason de Courtrai | Blason  | D'argent au chevron de gueules à la bordure engrêlée du même. |
| Blason de Courtrai | Détails | MB 03.12.1987                                                 |

| Blason de Coxyde | Blason  | D’or à deux crosses de gueules passées en sautoir, cantonnées en chef d’une griffe de sable posée en pal et en pointe d'un dauphin du même en pal, à la fasce d’azur brochant sur le tout. |
| Blason de Coxyde | Détails | MB 16.09.1988 |

## D
| Blason de Damme | Blason  | De gueules à la fasce d'argent chargée d'un chien courant de sable accollé de même. |
| Blason de Damme | Détails | MB 30.04.1981                                                                       |

| Blason de Deerlijk | Blason  | D'argent à un chevron accompagné de 10 billettes, trois à dextre et trois à senestre,2 et 1 et quatre en pointe,1, 2 et 1, le tout de gueules. |
| Blason de Deerlijk | Détails | MB 24.09.1937 |

| Blason de Dentergem | Blason  | Parti; en 1 gironné de douze pièces d'or et d'azur, sur le tout de gueules à trois croix en sautoir d'or; en 2 d'argent à trois lions de sinople, armés et lampassés de gueules et couronnés d'or. Au chef d'or à une colombe volante d'azur pattée et becquée de gueules, tenant dans son bec une branche d'olivier de sinople. |
| Blason de Dentergem | Détails | MB 08.12.1990 |

| Blason de Dixmude | Blason  | Fascé d'or et d'azur de huit pièces. L'écu sommé d'une couronne murale d'or à cinq tours. |
| Blason de Dixmude | Détails | MB 03.12.1987                                                                             |

## E
| Blason de Espierres-Helchin | Blason  | D'azur à la fasce d'or chargée de trois roses de gueules boutonnées du second et pointées de sinople, accompagnée en pointe d'un Quartefeuille d'argent. L'écu surmonté d'une couronne de baron des Pays-Bas autrichiens et soutenu par deux tigres aux naturels colletés d'or tenant chacun une bannière: celui de dextre d'azur fleurdelisé d'or, une tour d'argent brochant sur deux crosses d'évêque du même passées en sautoir; celui de senestre de gueules à une croix d'argent. |
| Blason de Espierres-Helchin | Détails | MB 03.10.1981 |

## F
| Blason de Furnes | Blason  | D'or à un lion contourné de sable chargé d'un trèfle de sinople sur sa poitrine. L'écu sommé d'une couronne de marquis et décoré de la croix de guerre françaises avec palme. |
| Blason de Furnes | Détails | MB 03.12.1987 |

## G
| Blason de Gistel | Blason  | De gueules à un chevron d'hermine. |
| Blason de Gistel | Détails | MB 08.07.1986                      |

## H
| Blason de Harelbeke | Blason  | D'argent à un chevron de gueules. L'écu sommé d'une couronne murale d'or à cinq tours. |
| Blason de Harelbeke | Détails | MB 11.03.1981                                                                          |

| Blason de Heuvelland | Blason  | D'argent à la fasce de gueules, sur le tout d'or à trois cors de chasse de gueules virolés d'argent. |
| Blason de Heuvelland | Détails | MB 03.12.1987                                                                                        |

| Blason de Hooglede | Blason  | D'azur à un Saint Quirin de Neuss d'or, tenant un écu ovale du même chargé de neuf besants du champ dont un est placé au centre et entouré des huit autres. |
| Blason de Hooglede | Détails | MB 16.09.1988 |

| Blason de Houthulst | Blason  | D'or à une crosse épiscopale d'azur accompagnée de deux clés adossées de gueules, en pointe à un corbeau de sable brochant sur la crosse. |
| Blason de Houthulst | Détails | MB 17.10.1986 |

## I
| Blason de Ichtegem | Blason  | D'azur à trois besants d'argent. De gueules à un chevron d'hermine en cœur. |
| Blason de Ichtegem | Détails | MB 08.07.1986                                                               |

| Blason de Ingelmunster | Blason  | D'or à une tête de cerf au naturel ramé de dix pièces de gueules. |
| Blason de Ingelmunster | Détails | MB 30.01.1849                                                     |

| Blason de Izegem | Blason  | D'argent à une croix accompagnée de 12 merlettes, le tout de sable. L'écu sommé d'une couronne d'or à 15 perles dont 3 surélevées. |
| Blason de Izegem | Détails | MB 23.04.1980 |

## J
| Blason de Jabbeke | Blason  | Ecartelé: 1: De sable à 10 coquillages d'argent, posés 4,3 et 3. 2: De sable à un cygne d'argent, becqué de gueules, nageant sur une onde au naturel. 3: D'argent à une pierre tombale d'azur dont émerge deux bois de cerf de gueules. 4: De sable à trois épées d'argent posées en bandes, la pointe en bas. De sable à trois cygnes d'argent, becqués et membrés de gueules sur le tout. |
| Blason de Jabbeke | Détails | MB 08.12.1990 |

## K
| Blason de Knokke-Heist | Blason  | D'or à un chevron de gueules chargé de trois coquillage d'argent, accompagné en pointe par un panicaut maritime au naturel. |
| Blason de Knokke-Heist | Détails | MB 25.09.1980 |

| Blason de Koekelare | Blason  | D'azur à trois besants d'argent. |
| Blason de Koekelare | Détails | MB 03.12.1987                    |

| Blason de Kortemark | Blason  | Gironné de huit pièces d'or et d'azur, de gueules sur le tout. Au chef d'or à un lion passant de sable, armé et lampassé de gueules. |
| Blason de Kortemark | Détails | MB 20.06.1980 |

| Blason de Kuurne | Blason  | De gueules à trois anneaux d'or et à une merlette d'argent en cœur. L'écu surmonté d'un heaume d'argent, colleté et liseré d'or, doublé et attaché de gueules, aux lambrequins et torque d'or et de gueules. Cimier: Une merlette de l'écu. |
| Blason de Kuurne | Détails | MB 25.09.1980 |

## L
| Blason de Langemark-Poelkapelle | Blason  | Parti: 1: Gironné de huit pièces d'or et d'azur, de gueules sur le tout. Au chef d'or au lion passant accompagné au canton dextre des lettres majuscules C.I.L, le tout de sable. 2: Ecartelé: 1. et 4. de gueules à une aigle bicéphale d'argent. 2. et 3. Fascé de six pièces de gueules et d'or. |
| Blason de Langemark-Poelkapelle | Détails | MB 16.09.1988 |

| Blason de Ledegem | Blason  | Ecartelé: 1: De sable à une hache d'or. 2: D'argent à un chevron de gueules accompagné de trois merlettes de sable. 3: D'argent à trois touffes d'herbe de sinople. 4: De gueules à un sautoir d'or. |
| Blason de Ledegem | Détails | MB 17.10.1986 |

| Blason de Lendelede | Blason  | D'azur à une croix d'or accompagnée de dix-huit billettes du même, cinq dans les cantons du chef posées 2,1,2 et 4 dans les cantons de la pointe, posées 2, 2. De gueules étoilé |
| Blason de Lendelede | Détails | MB 22.01.1981 |

| Blason de Lichtervelde | Blason  | D'azur au chef d'argent herminé de sept pièces, posées 4 et 3. |
| Blason de Lichtervelde | Détails | MB 21.06.1994                                                  |

| Blason de Lo-Reninge | Blason  | Parti: 1. D'argent à l'aigle bicéphale de sable, accompagnée en chef à un écusson d'or au lion de sable. 2. D'hermine, d'argent à la fasce de sable sur le tout. L'écu sommé d'une couronne murale à cinq tours d'or. |
| Blason de Lo-Reninge | Détails | MB 03.12.1987 |

## M
| Blason de Menin | Blason  | D'argent à trois chevrons de gueules. L'écu sommé d'une couronne murale à cinq tours d'or. |
| Blason de Menin | Détails | MB 12.12.1980                                                                              |

| Blason de Messines | Blason  | D'azut à la fleur de lys d'or. L'écu sommé d'une couronne à cinq fleurons d'or. |
| Blason de Messines | Détails | MB 21.06.1994                                                                   |

| Blason de Meulebeke | Blason  | D'or à l'ours passant de sable. L'écu sommé d'une couronne baronniale. |
| Blason de Meulebeke | Détails | MB 25.10.1938                                                          |

| Blason de Middelkerke | Blason  | Parti: 1. Echiqueté de trois rangées d'argent et d'azur. 2. D'argent à un lion soutenu d'une ancre contournée et accompagné en pointe d'une étoile à six branches, le tout de sable. |
| Blason de Middelkerke | Détails | MB 03.12.1987 |

| Blason de Moorslede | Blason  | D'argent à une croix d'azur. L'écu sommé d'un couronne à treize perles dont rois surelevées et soutenu par deux lions regardant à la queue d'or, armés et lampassés de gueules, tenant chacun une bannière, dextre: les armes de l'écu, Sénestre: De sinople à dix losanges d'argent, posés 3,3,3 et 1. |
| Blason de Moorslede | Détails | MB 15.07.1995 |

## N
| Blason de Nieuport | Blason  | D'or à un bateau de sable,soutenant un lion du même, lampassé de gueules et tenant une hallebarde de sable, posée en pal. L'écu décoré de la croix de Guerre française (1914-18) avec palme. |
| Blason de Nieuport | Détails | MB 17.12.2012 |

## O
| Blason de Oostkamp | Blason  | De gueules à la barre d'argent, accompagnée de six merlettes du même rangées en orle. |
| Blason de Oostkamp | Détails | MB 08.07.1986                                                                         |

| Blason de Oostrozebeke | Blason  | Ecartelé: 1. De sinople à trois rencontres de cerfs d'or. 2. et 3. d'or au demi-lion coupé de la partie inférieure de sable, armé et lampassé de gueules. 4. De sinople au demi-bouc coupé de la partie inférieure d'argent, lampassé de gueules. L'écu sommé d'un casque d'argent,grillé, colleté et liseré d'or, doublé et attaché de gueules, au lambrequins de sable et d'or et au torque d'or et de sable. Cimier: le lion et le bouc de l'écu issant et affrontés. |
| Blason de Oostrozebeke | Détails | MB 21.06.1994 |

| Blason de Ostende | Blason  | D'or au chevron de sable accompagné de trois clefs du même, celles du chef affrontées et celle de la pointe contournée. L'écu sommé d'une couronne d'or à cinq fleurons. Tenants: A dextre un triton au naturel, tenant de la dextre une épée d'argent à la garde d'or; A sénestre à une sirène également au naturel, tenant de la sénestre un miroir d'or. Le tout placé sur une mer d'azur et décoré de la croix de guerre 1940-1945 avec palme. une ancre d'or issant de la pointe de l'écu à une chaine d'argent placée sous un filet au naturel, entourant un trident et une jetée de pêche posés en sautoir, le tout d'or. |
| Blason de Ostende | Détails | MB 01.11.1974 |

| Blason de Oudenburg | Blason  | D'or au château ouvert à la herse levée et à trois tours couvertes de gueules, maçonné, ajouré et sommé d'argent, la moitié inférieure de la porte chargée d'un écu échiqueté de cinq tires d'argent et d'azur. L'écu sommé d'une couronne murale à cinq tours et soutenu par un Saint Arnold et un Saint Bertin, le tout d'or |
| Blason de Oudenburg | Détails | MB 16.09.1988 |

## P
| Blason de La Panne | Blason  | Partie; au premier d'azur à trois losanges d'or (Adinkerke); au 2 d'argent au lion de sinople. |
| Blason de La Panne | Détails | MB 25.09.1991                                                                                  |

| Blason de Pittem | Blason  | D'argent à deux roses de gueules et au franc-quartier du même. |
| Blason de Pittem | Détails | MB 08.07.1986                                                  |

| Blason de Poperinge | Blason  | De gueules à la main dextre gantée posée en fasce, l'index orné d'un anneau et tenant une crosse d’abbé, le tout d'or. L'écu sommé d'une couronne murale d'or à cinq créneaux et décoré de la croix de guerre française avec palme. |
| Blason de Poperinge | Détails | MB 04.01.1995 (sans le blasonnement) et 04.01.1995 |

## R
| Blason de Roulers | Blason  | D'argent à la croix patriarcale de savle3 L'écu sommé d'une couronne murale à cinq créneaux d'or et placé devant un ange au naturel. Supports: Deux lions adossés aux têtes contournées au naturel. |
| Blason de Roulers | Détails | MB 04.01.1995 |

| Blason de Ruiselede | Blason  | De sable au chef d'argent à la fasce vivrée de gueules. |
| Blason de Ruiselede | Détails | MB 21.06.1994                                           |

## S
| Blason de Staden | Blason  | De gueules à trois rencontres de lion d'or, lampassés d'azur. L'écu sommé d'une couronne comtale à neuf perles et supporté de deux lions rampants affrontés d'or. |
| Blason de Staden | Détails | MB 08.07.1986 |

## T
| Blason de Thourout | Blason  | D'argent à une tour de château de sable accompagnée de deux arbres de sinople, le tout soutenus par une terrasse isolée de sinople et accompagné de deux clefs contournées de sable. L'écu sommé d'une couronne murale à cinq créneaux d'or. |
| Blason de Thourout | Détails | MB 21.06.1994 |

| Blason de Tielt | Blason  | D'argent au chevron de gueules, accompagné de trois clefs contournées de sable. L'écu sommé d'une couronne murale à cinq créneaux d'or. |
| Blason de Tielt | Détails | MB 02.04.1981 (sans le blasonnement) |

## V
| Blason de Vleteren | Blason  | De gueules à la fasce bretessée d'or, accompagnée de trois étoiles à six branches du même. L'écu sommé d'un heaume d'argent, grillé, colleté et liseré d'or, doublé et attaché d'azur, aux bourrelets et lambrequins d'or et de gueules; cimier: Un griffon naissant d'or, armé et lampassé de gueules. |
| Blason de Vleteren | Détails | MB 21.06.1994 |

## W
| Blason de Waregem | Blason  | Coupé 1. parti a. D'argent à un lys de gueules b. De gueules à un maure naissant, ceinturé et couronné d'or, habillé de sinople, les bras croisés derrière le corps 2. De gueules à trois clefs d'or; Sur le tout: D'azur à une tête de cerf au naturel, herminée d'argent. |
| Blason de Waregem | Détails | MB 29.01.1981 (sans le blasonnement) |

| Blason de Wervicq | Blason  | D'or à la bande de gueules accompagnée de six roses du-même mises en orle. L'écu sommé d'une couronne murale à cinq créneaux d'or. |
| Blason de Wervicq | Détails | MB 08.07.1986 |

| Blason de Wevelgem | Blason  | D'azur à un mont d'or.               |
| Blason de Wevelgem | Détails | MB 11.12.1981 (sans le blasonnement) |

| Blason de Wielsbeke | Blason  | Écartelé 1. et 4. d'argent à un lys de gueules 2. et 3. de gueules à un maure naissant, ceinturé et couronné d'or, habillé de sinople, les bras croisés derrière le corps; Sur le tout: D'azur à une tête de cerf au naturel, herminée d'argent. |
| Blason de Wielsbeke | Détails | MB 13.03.1981 (sans le blasonnement) |

| Blason de Wingene | Blason  | D'or à la fasce de gueules |
| Blason de Wingene | Détails | MB 03.12.1987              |

## Y
| Blason de Ypres | Blason  | De gueules à une croix de vair et au chef d'argent, chargé d"une croix patriarcale de gueules. L'écu sommé d'une couronne murale à cinq créneaux d'or et tenu à senestre par un lion du-même, portant sur l'épaule dextre un fût de canon d'argent. Deux décorations: à dextre la croix de Guerre Française et à senestre la croix Militaire Anglaise. |
| Blason de Ypres | Détails | MB 16.09.1988 |

## Z
| Blason de Zedelgem | Blason  | D'or au chevron de gueules chargé de trois coquillages d'argent. |
| Blason de Zedelgem | Détails | MB 02.04.1981 (sans le blasonnement)                             |

| Blason de Zonnebeke | Blason  | De gueules au soleil à 28 rayons d'or; Sur le tout: De sable aux lettres majuscules BK d'or; l'écu en coeur sommé à dextre d'une mitre et à senestre du sommet d'une crosse, tous les deux d'argent. |
| Blason de Zonnebeke | Détails | MB 08.11.1989 |

| Blason de Zuienkerke | Blason  | D'argent à une croix de sable, chargée de cinq coquilles saint Jacques d'or et accompagnée au premier quartier d'une merlette de gueules. |
| Blason de Zuienkerke | Détails | MB 08.11.1989 |

| Blason de Zwevegem | Blason  | Écartelé 1. et 4. d'azur, billeté d'or, au lion du même, arùé et lampassé de gueules 2. et 3. de gueules à la fasce d'or. L'écu sommé d'une couronne à cinq fleurons d'or et soutenues par deux guerriers au naturel, armés d'argent. Le tout soutenu d'une terrasse. |
| Blason de Zwevegem | Détails | MB 08.12.1990 |